# Miguel Yuste

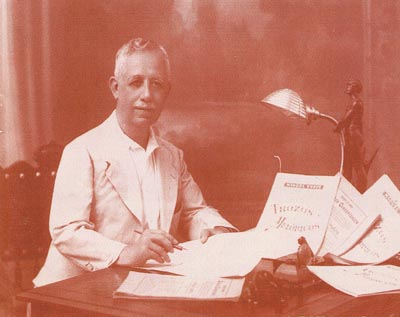
Miguel Yuste.

Miguel Yuste Moreno (Alcalá del Valle, Cádiz, 20 de junio de 1870 - Madrid, 8 de abril de 1947) fue un compositor, clarinetista y profesor español, catedrático numerario del Conservatorio de Madrid desde 1910, donde desarrolló una importantísima labor pedagógica de su instrumento, el clarinete.

## Biografía
Ingresó en el asilo de San Bernardino de Madrid tras quedarse huérfano a los ocho años de edad. Se matriculó en el Conservatorio en 1883, tras haber recibido sus primeras clases de música en el propio orfanato, gracias al clarinetista José Chacón. Formó parte de distintas agrupaciones instrumentales madrileñas, como la Banda del Real Cuerpo de Guardias Alabarderos (tras ganar la oportuna oposición), la Orquesta de la Ópera de los Jardines del Buen Retiro, la Sociedad de Conciertos, la Capilla Real, la Orquesta Sinfónica de Madrid, la Orquesta del Teatro Real o la Sociedad de Cuartetos. A partir de 1909 (fecha de su creación) colaboró con la Banda Municipal de Madrid, de la que fue subdirector.
Yuste fue un reputado solista de clarinete e intervino en los estrenos en España del Quinteto en Si menor, Op. 115 y la Sonata n.º 1 en Fa menor, Op. 120 de Johannes Brahms, interpretados por primera vez en Madrid en 1893 y 1896, respectivamente, en ambas ocasiones sólo un año después de su estreno en Berlín y Viena. Ambos conciertos tuvieron lugar en el Salón Romero, sala de conciertos fundada por el también clarinetista y gran pedagogo Antonio Romero y Andía, de cuya labor didáctica fue continuador Miguel Yuste, sucediéndole en 1910 como profesor de clarinete en el Real Conservatorio Superior de Música de Madrid, hasta
1940.
Tiene una calle dedicada en Madrid, en el barrio de Suanzes, muy conocida por estar allí la sede social del diario El País. Además, es abuelo del actor y cómico Josema Yuste.